# Село имени И. Жумаева
имени И. Жумаева (каз. И. Жұмаев атындағы ауыл, до 199? г. — имени Калинина) — село в Жанибекском районе Западно-Казахстанской области Казахстана. Входит в состав Тауского сельского округа. Код КАТО — 274249300.

## История
В советское время в селе действовал колхоз имени Калинина Джаныбекского района. В этом колхозе трудился Герой Социалистического Труда чабан Имангали Жумаев, именем которого названо село.

## Население
В 1999 году население села составляло 190 человек (99 мужчин и 91 женщина). По данным переписи 2009 года, в селе проживало 117 человек (59 мужчин и 58 женщин).